# Leonard Bawtree
Pour les articles homonymes, voir Bawtree.
Leonard Bawtree  (7 janvier 1924-7 juin 2014) est un homme politique canadien de la Colombie-Britannique. Il est député provincial créditiste de la circonscription britanno-colombienne de Shuswap de 1975 à 1979.